# A.J. Langer
Allison Joy Courtenay, ursprungligen Allison Joy Langer, mer känd som A.J. Langer, född 22 maj 1974 i Columbus i Ohio, är en amerikansk tidigare skådespelare. Hennes mest kända roll är som Rayanne Graff i ungdomsserien Mitt så kallade liv (1994–1995). Hon medverkade även bland annat i filmen Flykten från L.A. från 1996. 2005 gifte hon sig med Charles Courtenay, 19:e earl av Devon.

## Filmografi i urval
- 1991 – Ondskans hus
- 1993 – Return to Zork (datorspel)
- 1994–1995 – Mitt så kallade liv (TV-serie)
- 1996 – Flykten från L.A.
- 1997–1998 – Brooklyn South (TV-serie) (9 avsnitt)
- 1998 – Bröderna Deedles
- 2011–2012 – Private Practice (TV-serie) (14 avsnitt)